# عظاءة المحيط
عظاءة المحيط (الاسم العلمي:†Thalattosaurus) هي جنس من الزواحف تتبع فصيلة العظايا المحيطية من رتبة أشباه العظايا الحرشفية.

## أنواع عظاءة المحيط
- عظاءة المحيط الإسكندرية
- عظاءة المحيط الشاستية